# Reliktowiec mały
Reliktowiec mały (†Moho braccatus), w jęz. hawajskim Kauaʻi ʻŌʻō lub ʻOʻoʻaʻa – gatunek wymarłego ptaka z rodziny reliktowców (†Mohoidae), wcześniej zaliczany do miodojadów (Meliphagidae). Występował endemicznie na Hawajach.
Gatunek był znany tylko z jednej wyspy archipelagu – Kauaʻi, jednak mógł występować także na sąsiednich wyspach.
Reliktowiec mały był najmniejszym spośród hawajskich miodojadów, mierzył ok. 20 cm długości. Upierzenie czarne, ciemię i czoło intensywniej zabarwione. Wierzch głowy był delikatnie usiany białymi plamkami. Grzbiet łupkowobrązowy. Spód skrzydeł biały, w tym poprzeczne pasy na piersi, nadające łuskowany wygląd. Pióra u nasady nóg żółte u dorosłych, ciemne u młodych. Dziób ostry, lekko zagięty w dół, co pozwalało na łatwe wybieranie nektaru z kwiatów. Żywił się nektarem roślin z rodziny lobeliowatych, głównie z gatunku Metrosideros polymorpha, oraz małymi bezkręgowcami i owocami. Budował gniazda w wydrążonych jamach i norach na ziemi w gęsto zalesionych kanionach na Kauaʻi.
| Płeć   | długość ciała | masa ciała |
| ------ | ------------- | ---------- |
| samiec | 20,6–24,2 cm  | nieznana   |
| samica | 17,9–22,5 cm  | nieznana   |

Był pospolity w subtropikalnych lasach wyspy do początku XX w., kiedy to jego populacja zaczęła gwałtownie się zmniejszać. W latach 70. XX w. jego występowanie ograniczało się do obszaru chronionych bagien Alakaʻi Wilderness Area. W 1981 r. napotkano jedną parę, a w 1985 r. jednego samca – był to ostatni odnotowany osobnik. Po raz ostatni słyszany był w 1987 r. i od tego czasu uważany jest za gatunek wymarły. Przyczyny wymarcia to m.in. wprowadzenie oraz przywleczenie na wyspę świń, szczurów i komarów będących sprawcami chorób wśród ptaków. Inną, dodatkową przyczyną były działania człowieka prowadzące do niszczenia środowiska naturalnego tego ptaka.